# Магелланов дрозд
Магелланов дрозд (лат. Turdus falcklandii) — вид птиц из рода дроздов. В некоторых источниках упоминается как фолклендский дрозд.

## Ареал
Ареал — Патагония, Огненная Земля и Фолкленды. В Патагонии гнездуется в лесах нотофагуса, на Фолклендах — в зарослях мятлика.

## Описание
Магелланов дрозд похож на чёрного дрозда, практически являющегося его антиподом, но клюв и ноги жёлтого цвета (у чёрного желтоват лишь клюв), а оперение серое или светло-коричневое.

## Подвиды
Выделяют два подвида.
- Turdus falcklandii magellanicus King, 1831 — Патагония и Огненная Земля.
- Turdus falcklandii falcklandii Quoy & Gaimard, 1824 — Фолкленды.

В некоторых источниках выделяют и третий, северный подвид, Turdus falcklandii mochae с острова Моча.

## Галерея

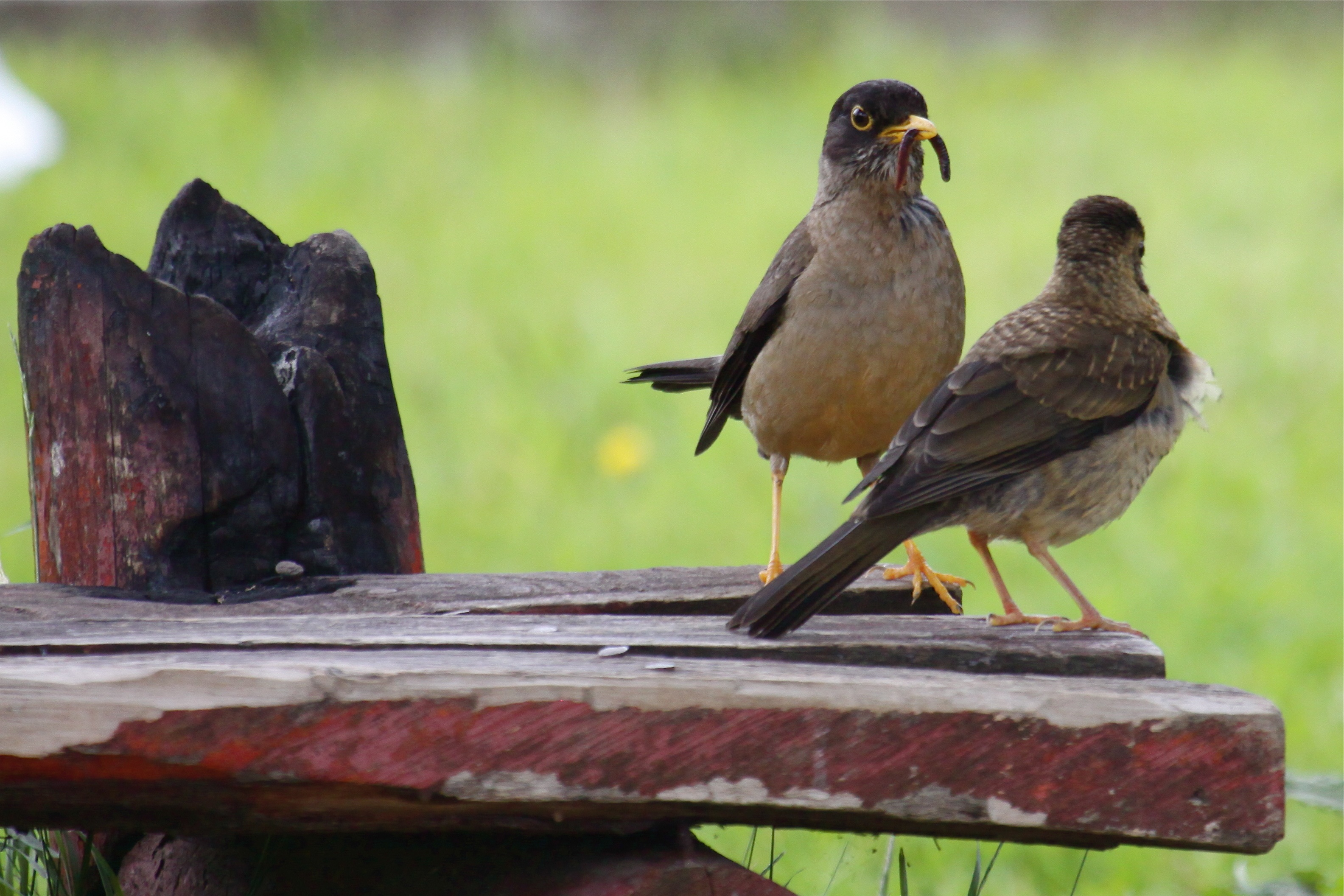
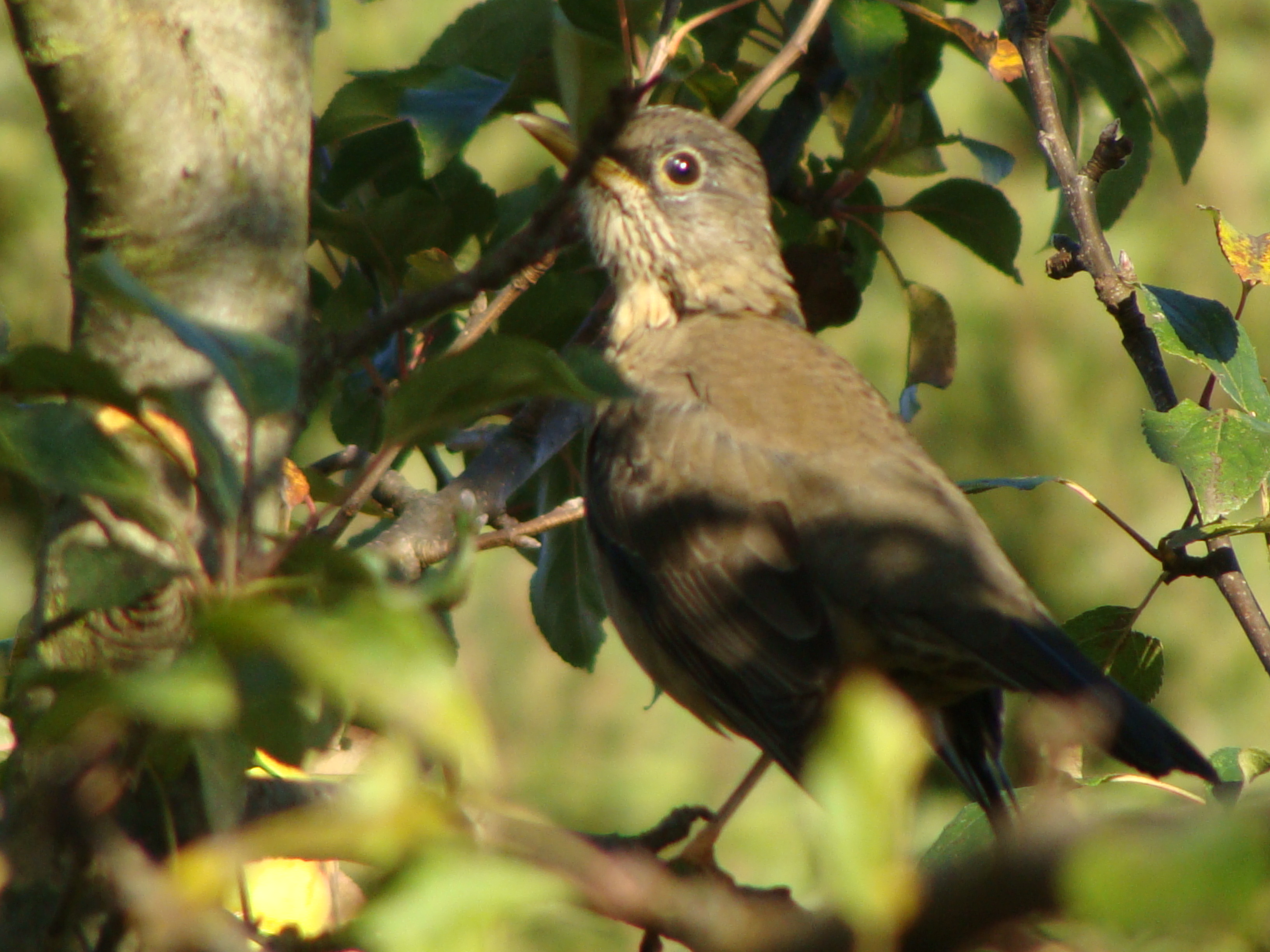
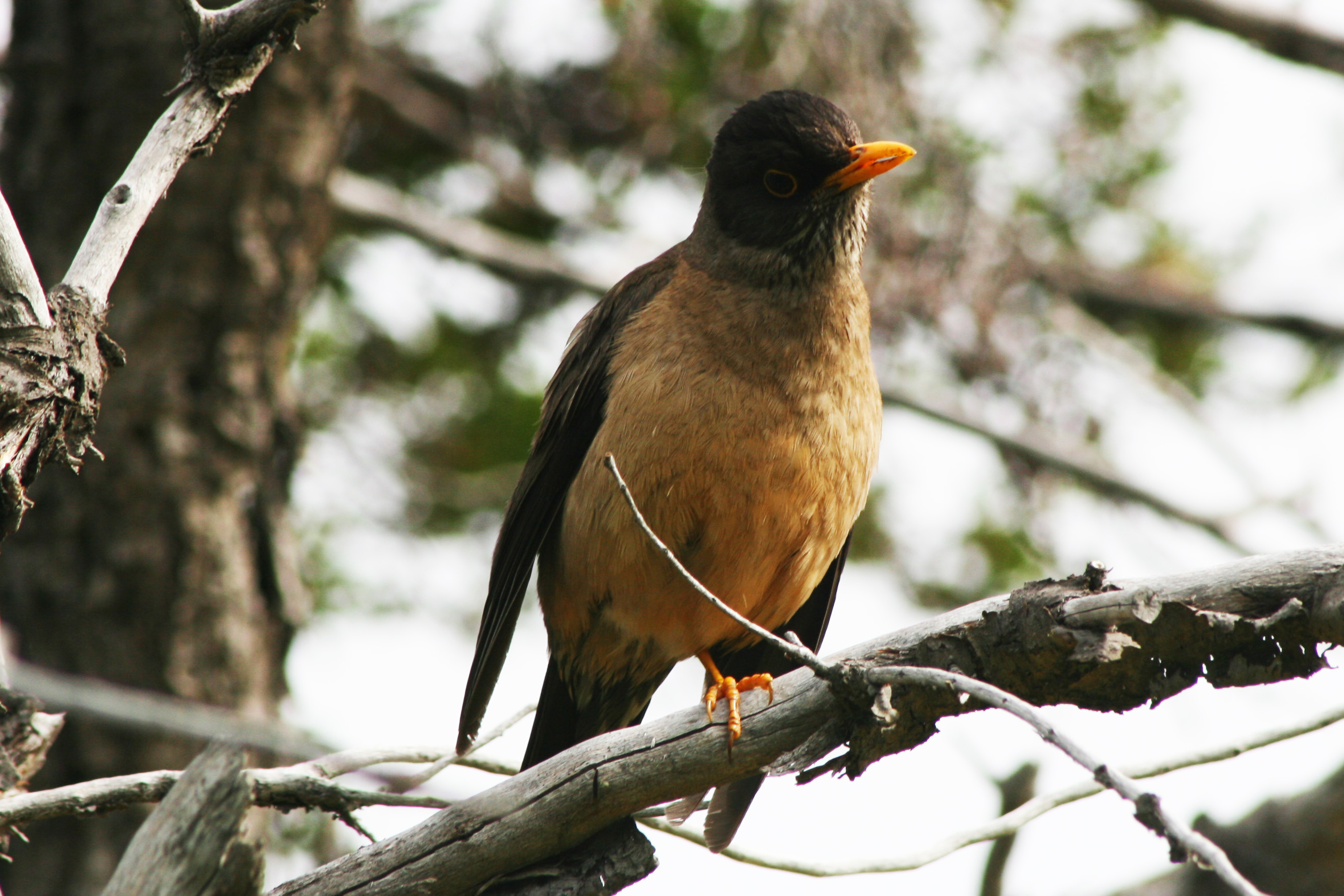
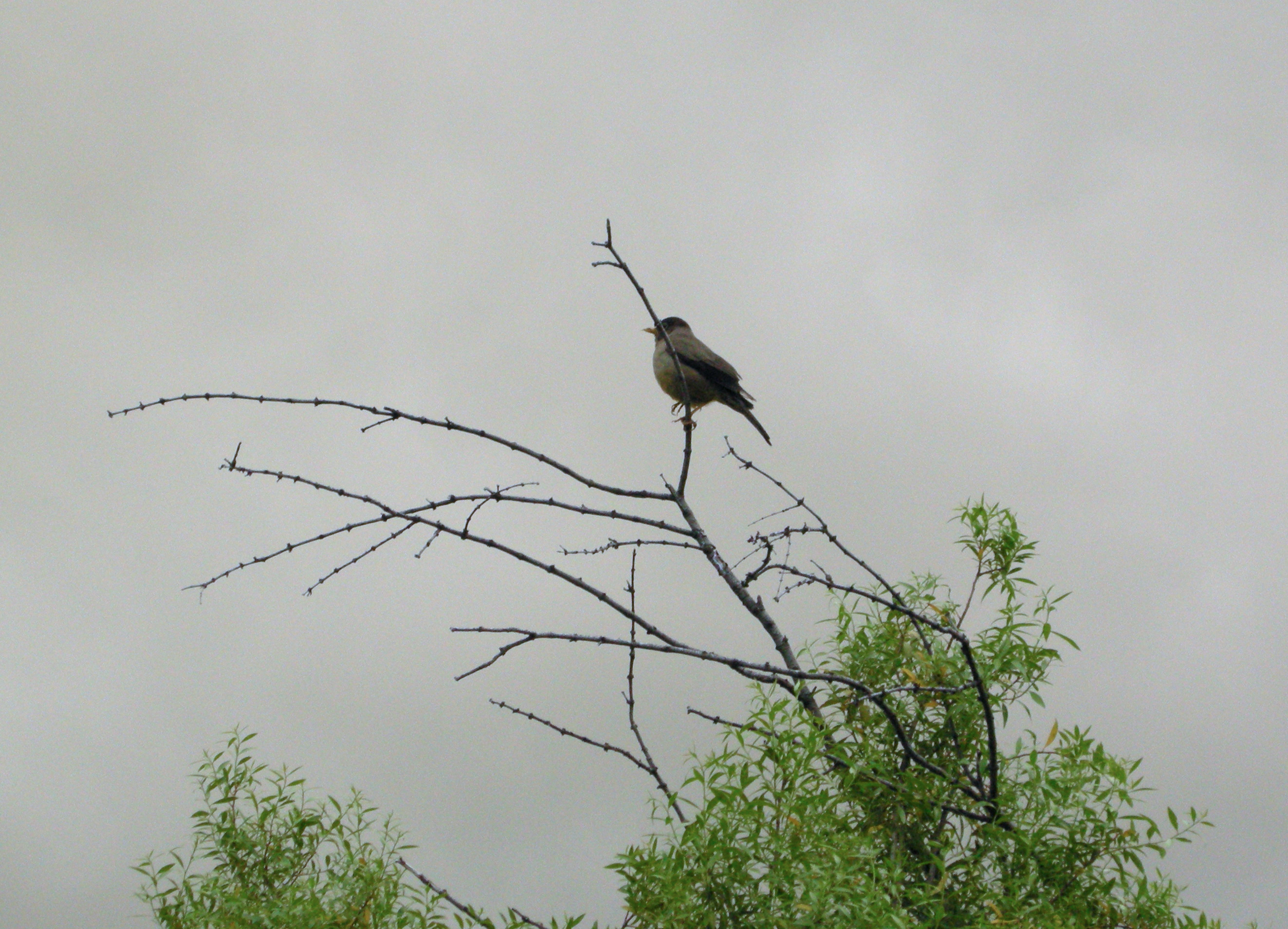